# IC 2313
IC 2313 је појединачна звијезда у сазвјежђу Рак која се налази на листи објеката дубоког неба у Индекс каталогу.
Деклинација објекта је + 18° 30' 54" а ректасцензија 8h 20m 54,6s.